# Квинт Мамилий Витул
Квинт Мами́лий Виту́л (лат. Quintus Mamilius Vitulus; умер после 262 года до н. э.) — римский военачальник и политический деятель из плебейского рода Мамиллиев, консул 262 года до н. э. Участник Первой Пунической войны.

## Происхождение
Квинт Мамилий принадлежал к знатному плебейскому роду, представители которого правили Тускулом и считали своим предком легендарного основателя этого города Телегона, сына Одиссея: Мамилией звали дочь Телегона. Потомки правителей Тускула перебрались в Рим в середине IV века до н. э. и вскоре начали занимать здесь высшие должности. Капитолийские фасты называют преномены отца и деда Квинта Мамилия — Квинт и Марк соответственно. Его старшим братом был Луций Мамилий Витул, консул 265 года до н. э.

## Биография
Упоминания о Квинте Мамилии в источниках относятся к 262 году до н. э., когда он был консулом. Его коллегой по этой должности стал патриций Луций Постумий Мегелл. Консулы вместе отправились на Сицилию, чтобы продолжать начавшуюся двумя годами ранее войну с Карфагеном. Им предоставили всего два сформированных из римских граждан легиона вместо четырёх, так как их предшественники заключили союз с Сиракузами.
Мамилий и Постумий нанесли удар по Акраганту, главной базе карфагенян на острове. В июне 262 года до н. э. началась осада этого города, продолжавшаяся пять месяцев. Внутри города оказалось около 50 тысяч человек; римлян и гражданских, выполнявших осадные работы, согласно Диодору Сицилийскому, было до 100 тысяч. Карфагеняне высадили на Сицилии ещё одну армию под командованием Ганнона, которая отрезала римлян от их баз снабжения и поставила в трудное положение. Войско Витула и Мегелла начало страдать от голода и болезней, а противник уклонялся от боя. Вероятно, римлянам пришлось бы снять осаду, если бы не помощь царя Сиракуз Гиерона II.
Когда защитники Акраганта оказались в бедственном положении из-за голода, Ганнону пришлось дать римлянам сражение. Источники сообщают, что бой был долгим и упорным, но в конце концов карфагенские наёмники, стоявшие в передних рядах, обратились в бегство, а их примеру последовали и остальные воины Ганнона. Римляне захватили весь обоз противника и большую часть из их 50 слонов. Уже следующей ночью остатки гарнизона Акраганта ушли, а римляне заняли город без сопротивления. Все его жители (до 25 тысяч человек) были проданы в рабство. После этого Витул и Мегелл ушли на зимовку в Мессану.
Эта победа во многом определила дальнейший ход всего конфликта: римляне заняли один из ключевых пунктов на Сицилии, установили свой контроль над большей частью этого острова, являвшегося на тот момент единственной спорной территорией между Римом и Карфагеном, и прочно завладели стратегической инициативой.